# Hemmer
Hemmer (van Hemert, de Hemmer, Cock Hemert) är en uradlig nederländsk adelsätt från en ort nära Meuse, som fortlever i grenarna de Hemmer i Danmark och Hemmer i Sverige. Släkten omtalas första gången 1250 då en person med namnet Gijsbert de Cock som kallar sig herre av Hemert ("Gijsbert de Cock Heer van Hemert"). Den gren som utvandrat till Danmark har aldrig blivit naturaliserad som dansk adel. En green kom genom Knut Hemmer över på 1600-talet till Landa socken i Halland.

## Ättens äldsta historia
Den första skriftliga källan som nämner Hemert ("van Hemert") är ett gåvobrev från 1088 vari grevinnan Adelheid Orthen donerade sin gård till St Martin i Utrecht. Snellart van Hemert har jämte andra bevittnat handlingen. Det har antagits att släkten Hemmert kommer från en ort nära Meuse intill staden Den Bosch ('s-Hertogenbosch) i södra Nederländerna. 
Det råder dock osäkerhet om stavningen och förutom "Hemert" kan det även utläsas "Gemert", "Hamert", eller möjligen Snellart. Vid den tiden bar dock familjen namnet Cock Hemert. Det är därför mycket troligt att detta är samma person som anges den 27 mars 1250 i "Orrkondeboek van Holland en Zeeland III" vari finns skrivet namnet "Giselberti Coci, militus de Hemerte".
Förmodligen är det samma person med namnet Gijsbert de Cock som kallar sig Herre av Hemert ("Gijsbert de Cock Heer van Hemert") redan 1250. År 1294, är Jsbrand van Hemert "Heer van Hemert" ägere av godset Hemert. Han fick en dotter vid namn Ida som gifte sig 1318 med Willem de Cock (senare kallad Willem [de Cocq] van Hemert, eller Willem van Hemert). Gijsbrecht de Cock van Hemert kan vara grundläggeren av ett bebott torn, som blev byggt innan Kasteel Nederhemert, men tornet kan også vara äldre. Kring år 1300 byggdes ett slott i Nederhemert (i kommunen Zaltbomme inom den nederländska provinsen Gelderland) troligen av Raynald av Guelders, som Willem van Hemert blir ägare till 1318. Släkten skall även ha varit ägare av ett antal ytterligare gods vid floderna i närområdet.
År 1546 gifte sig Heilwich van Hemert med Lubbert Torck (heer van Hemert en Sinderen [† Tussen 1546 en 1548]), varvid egendomen kommer i Hemerts ägo. Torck tillhör adelssläkten Gelderland. De har i senare tider förvärvat slott Rosendaal (Rozendaal) och var vänner med svärföräldrarna Randwijck från Nassau. Genom en tragisk händelse dör Lubberts sonson: Lubbert (II) Turck år 1586 vid cirka tjugo års ålder. Detta påverkade försvaret av Nederhemert som givit ett avgörande stöd till Heusden. Kort därefter den 28 maj 1586 anlände de spanska trupperna. Guvernören Grave (fick en strategisk betydelse genom ett stöd från Tyska intressen) ger sitt stöd till fästningen under en mer än tre månader lång belägring.

## Härkomsten av namnet Hemert
Prefixet "van" (av) anger att namnet har holländskt ursprung. Ordet "Hemert" var ett relativt vanligt germanskt ord under medeltiden och kan härledas till "heme", vilket helt enkelt betyder "hus" eller "hem".  Det finns även flera orter som heter Hemert, som Hemert i kommunen Ten Boer i provinsen Groningen eller kommunen Wunseradiel Hemert i provinsen Friesland. I Friesland och Groningen fanns 1947 dock bara tre personer med namnet "van Hemert". På denna grund är det mindre sannolikt att familjen har sitt ursprung i norra Nederländerna. De flesta (547 personer) med namnet Hemert bodde 1947 i Gelderland.
Området kallat Hemert som finns på båda sidorna om floden Waal vilket löper uppströms och nedströms inom Ophemert Nederhemert har varit bebott av familjen van Hemert. Den mest kända och viktigaste egendomen är Hemert (till Nederhemert). Den historiska berättelsen om plundringen den April 14, 1493 av godset vid Poederooyen visar tydligt hur det under medeltiden stod i centrum för maktkamper och plundringar.

## Hemert tot Dingshof
Van Hemert tot Dingshof härstammar från den gamla van Hemert-släktgrenen bosatt i Utrecht, vars medlemmar tillhör det holländska rikets uradel. År 1819 tillerkändes alla medlemmar av van Hemert tot Dingshof barontitel. Släktgrenen härstammar från Jan van Hemert som är omnämnd 1407. Genom ett dekret blev Wolf Floris van Hemert förlänad Dingshof (1753-1832) som riddare av Overijssel.

## Ätten i Danmark
Den först kända medlemmen i Danmark är Henrik de Hemmer den äldre som omnämns först 1586. Han dör den 24 november 1591 och ligger begravd i Budolfi kyrka.
Om familjens upphov säger Peder Dyrskjøt, förmodligen grundat på familjens sägen som han har hört under sin vistelse i Ålborg, att "van Hemert Feste, från Heusden beläget mellan floden Maas och Waal, dödade greven Floris av Holland och tvingades därför att fly till Ålborg i Danmark efter att blivit förskjuten av den engelska kungen". Berättelsen stämmer inte helt med senare framkomna fakta, men har vissa drag av sanning. I verkligheten var det inte en engelsk kung utan en fransk ståndsperson som adelsmannen flydde ifrån.
Gijsbrecht de Cock van Hemert (född 1247) var son till Raoul de Châtillon (1210-1280), som tillhörde en stor fransk adelssläkt från huset Maison de Châtillon. På grund av en intressekonflikt med den franske kongen gjorde Raoul de Châtillon med andra adeliga uppror mot härskaren. En tidig morgon besegrede han de kungeliga trupperna, varvid kungen fällde följande kommentar: "Le Coq à chanté de bon matin" (Hanen galer tidigt). Det gav Raoul van Châtillon tillnamnet "de Cocq". Efter upproret mot kungen kände sig Raoul van Châtillon inte längere säker i Frankrike, varför han tog sin tillflykt till ett slott som han ärvt i Rhenoy beläget mellan Beesd och Leerdam cirka 25 km söder om Weerdenburg i Holland. Raoul van Châtillon var känd under namnen Raoul van Châtillon heer van Weerdenburg och Rudolf I de Cocq.
I Ålborg etablerar sig släkten som en stark köpmansfamilj. Det kan finnas många orsaker till att Henkrik de Hemmer lämnade Holland och tog sig ett borgarskap som handelsmann i Aalborg. Händelsevis ligger det en ort med namnet Aalburg, eller Wijk en Aalburg, i distriktet Barband nära Nederhemert. Aalburg är omnämnt först år 889. Det var ursprungligen en herrgård i ett mindre distrikt. Kan det ha varit ortnamnet Aalburg, som inspirerade Henrik de Hemer att söka sig till Ålborg i Danmark.
Uppgiften från Hofmann, Giessing och Nielsen att familjen kom från Westfalen verkar antagen på helt lösa grunder. Heraldiken utgör ett stark indicium för att de Hemmer härstammar från den holländska ätten van Hemert och de Cock. Den danska ättens vapensköld är med ett känt undantag i princip en spegelvänd bild av den holländska van Hemert-ättens vapen. I kyrkan i Pieterburen hänger van Conrad en Arnolda van Hemerts vapen vilket i stort följer den beskrivning som Johann Siebmacher gjort av den danska släktens vapen.
Henrik de Hemmer var gift med en okänd kvinna och fick sönerna Knud de Hemmer (död 1622) och Christopher de Hemmer I (född ca. 1585 - död 22 maj 1658). Henrik var köpman och medborgare i Ålborg 1610, rådman 1630 och blev borgmästare under samma år. Vid hans död 1658, mellan de två svenska krigen, visade det sig att han, trots förlusterna under kriget, var alltjämt en mycket förmögen man. Båda hans äktenskap förde honom i kontakt med betydande släkter i Ålborg, och från hans många barn har ett flertal betydande familjemedlemmar kommit.

### Christopher de Hemmer
Christopher de Hemmer (1585-1658) var gift två gånger:
1. ca. 1620 med Johanne (Jahan) Jørgensdatter (efter 1595 – 12 november 1620). Barn:
1. Maren Pop de Hemmer (död efter 1635)
2. Heinrich de Hemmer (ca. 1620 – 1676 i Ålborg)
3. Poul de Hemmer (efter 1620 – ?), köpman i Ålborg, förlovad med Johanne, dotter till borgmästaren Hans Sørensen i Ålborg
4. Johanne Christophersdatter de Hemmer (död efter 1681)

2. ca. 1622 med Karen Lauritsdatter Suur (död 5 oktober 1671 i Ålborg). Barn:
1. Karen (Catharina) de Hemmer (1627 i Ålborg – 1694 i Ålborg)
2. Laurits de Hemmer (1632 i Ålborg – 1668 i Ålborg), rådman i Ålborg
3. Christopher de Hemmer II (16 november 1634 i Ålborg – mars 1684 i Ålborg)
4. Anne Christophersdatter de Hemmer (23 februari 1637 i Ålborg – 5 april 1703 i Tvilum)
5. Hans de Hemmer (1638-1677), jur.dr.
6. Margrethe Ingeborg Christophersdatter de Hemmer (22 september 1643 i Ålborg – 10 december 1723 i Ribe)
7. Didrik de Hemmer (1643– ?)
8. NN Christophersdatter de Hemmer (död 1659)

Heinrich de Hemmer (ca 1620-1676) var köpman i Ålborg, där han 1656 även blev rådman ock 1660 borgmästare. Som delegat för Ålborg underskrev han 1661 "suverænitetsakten"; hans namn kom att stå på Budolfis kyrkklocka, som blev stöpt 1663, medan han var borgmästare i staden.

## Ätten i Halland
Den först kända medlemmen i Halland är Knut Eriksson Hemmer som omnämns 1678 som död på Knut Erics gård Rågelund i Landa socken.

## Vapen
I Johann Siebmachers vapenbok återfinns följande beskrivning: "Et firdelt skjold, 1. og 4. felt ulige tværdelt, i øverste og mindste part, som er guld, en halv opspringende sort løve, i nederste, som er rødt, tre blå pæle, belagt med 3 sølv Antonii kors; 2. og 3. felt sølv med en oprejst sort løve med udstrakt tunge; på hjelmen en indtil bagbenene opspringende sort løve".